# Mazury (województwo podkarpackie)
Mazury – wieś w Polsce położona w województwie podkarpackim, w powiecie kolbuszowskim, w gminie Raniżów.
| SIMC    | Nazwa      | Rodzaj     |
| ------- | ---------- | ---------- |
| 0659360 | Ług        | część wsi  |
| 0659377 | Mokrzyszów | część wsi  |
| 0659383 | Olszowe    | przysiółek |
| 0659390 | Zmysłów    | przysiółek |

W latach 1975–1998 miejscowość administracyjnie należała do województwa rzeszowskiego. W Mazurach znajduje się siedziba parafii Matki Bożej Nieustającej Pomocy, należącej do dekanatu Sokołów Małopolski, diecezji rzeszowskiej.
Na granicy wsi Mazury, Korczowiska i Markowizna, między łąkami a lasem, znajduje się studnia poświęcona Matce Bożej oraz kaplica. Miejsce nazywane jest "Małą Fatimą" albo "Fatimą Rzeszowszczyzny". Jest to miejsce objawień, które miały miejsce 7 czerwca 1949, gdy Matka Boska ukazała się wieśniaczce Marii Boguń .

## Ludzie związani z Mazurami
W Mazurach urodziła się w 1931 roku Zofia Korzeńska, a w 1950 roku urodził się Bronisław Kwiatkowski, generał Wojska Polskiego, który zginął 10 kwietnia 2010 w katastrofie polskiego samolotu Tu-154M w Smoleńsku. Jego imię nosi obecnie szkoła podstawowa w Mazurach.